# Thandika Mkandawire
Thandika Mkandawire, född den 10 oktober 1940 i Gwanda, Sydrhodesia, död 27 mars 2020 i Stockholm, var en malawisk-svensk nationalekonom. I sin forskning fokuserade han på ekonomisk utveckling och socialpolitik. 
Mkandawire växte upp i Sydrhodesia och från 1953 i Nyasaland i Centralafrikanska federationen, där han studerade vid Zomba Catholic Secondary School. Som ung journalist engagerade han sig i självständighetsrörelsen, men tvingades 1965 gå i exil i samband med att Malawis förste president Kamuzu Banda gjorde landet till en enpartistat. Mkandawire fick då politisk asyl i Sverige och blev senare svensk medborgare.
Mkandawire tog grundexamen och mastersexamen i ekonomi vid Ohio State University i USA och läste sedan vidare vid Stockholms universitet.
Han arbetade vid Stockholms universitet och University of Zimbabwe. Han var 1978 en av grundarna till den Dakar-baserade panafrikanska organisationen Council for the Development of Social Science Research in Africa (CODESRIA), och dess chef åren 1985–1996. Åren 1996–2006 var han chef för FN:s forskningsinstitut för social utveckling (UNRISD). Som professor satt han från 2010 i styrelsen för African Development vid London School of Economics och Political Science. 
Mkandawire avled i mars 2020 av komplikationer orsakade av Covid-19 efter en stroke i januari samma år.

## Utmärkelser i urval
Thandika Mkandawire utsågs 2011 till hedersdoktor vid Helsingfors universitet, University of Ghana, York University, Canada, och Rhodes, Sydafrika. Under år 2009 innehade han Olof Palmes gästprofessur för fred vid Institutet för framtidsstudier.

## Publikationer i urval
- Mkandawire, P. Thandika (1976) (på engelska). WEP research: a critical review. SAREC report, 0348-2626 ; 1976:1. Stockholm: Swedish agency for research coop. with developing countries [Beredningen för u-landsforskning] (SAREC. Libris 295086
- Mkandawire, P. Thandika; Soludo Charles Chukwuma (1999) (på engelska). Our continent, our future: African perspectives on structural adjustment. Trenton, NJ: Africa World Press. Libris 6170054. ISBN 0-86543-704-1
- Mkandawire, Thandika ed. 2004 (på eng). Social Policy in a Development Context. Basingstoke: Palgrave Macmillan.
- Mkandawire P. Thandika, red (2005) (på engelska). African intellectuals: rethinking politics, language, gender and development. Africa in the New Millennium. Dakar: Codesria in association with Zed Books. Libris 9795626. ISBN 2869781458
- Mkandawire, Thandika, 2011 (på eng). "Institutional Monocropping and Monotasking in Africa," i Good Growth and Governance in Africa: Rethinking Development Strategies Akbar Noman, Kwesi Botchwey, Howard Stein, and Joseph E. Stiglitz. ISBN 9780199698561
- Mkandawire, P. Thandika (2015) (på engelska). Africa: beyond recovery. Legon, Accra, Ghana: University of Ghana. Libris 18438188. ISBN 978-9988-8602-0-2